# تومان
التومان كانت العملة الرسمية في إيران حتى العام 1932 وينقسم التومان إلى 10,000 دينار، وأصل كلمة تومان يرجع إلى كلمة التركية تومين والتي تعني 10,000. على الرغم من أن الريال هو العملة الرسمية، إلا أن الإيرانيين يستخدمون التومان في الحياة اليومية.
في الأصل، كان التومان يتألف من 10000 دينار. بين عامي 1798 و1825، تم تقسيم التومان أيضًا إلى ثمانية ريالات، كل منها 1250 دينارًا. في عام 1825 تم إدخال القران بقيمة 1000 دينار أو عُشر التومان.
في 1932 أستبدل التومان بالريال على صرف 10 ريال لكل تومان، وبالرغم من ذلك فإن التومان ظل يعبر في إيران لكمية مساوية لـ 10 ريالات في التعاملات المالية.
في 7 ديسمبر 2016، وافقت الحكومة الإيرانية على دعوة من البنك المركزي الإيراني لاستبدال الريال الإيراني بالتومان. في أوائل عام 2019، بعد التضخم المفرط للريال، قدّم البنك المركزي اقتراحًا جديدًا، يقترح إعادة تقييم العملة عن طريق إدخال تومان جديد بقيمة 10000 ريال.
في يوليو 2019، وافقت الحكومة الإيرانية على مشروع قانون لتغيير العملة الوطنية من الريال إلى التومان بتومان واحد يساوي 10000 ريال ، وهي عملية قيل إنها ستتكلف 160 مليون دولار. تمت الموافقة على هذا الاقتراح من قبل البرلمان الإيراني في مايو 2020. ومن المرجح أن يتم التغيير على مراحل على مدى فترة تصل إلى عامين.

## العملات المعدنية
أُعيد تقييم العملات الذهبية الإيرانية بالتومان، مع عملات نحاسية وفضية بالدينار أو الريال أو القران. خلال فترة العملات المعدنية المطروقة، تم ضرب عملات التومان الذهبية بفئات 1⁄4 و1⁄2 و 1 و 2 و 10 تومان، وفيما بعد فئات 1⁄5 و 3 و 6 تومان. مع إدخال العملات المعدنية المطحونة في عام 1295 هجرية، تضمّنت فئات 1⁄5 و1⁄2 و 1 و 2 و 5 و 10 و 25 تومان. صدر آخر تومان ذهبي في عام 1965، بعد فترة طويلة من توقف التومان عن كونه عملة إيرانية رسمية.

## الأوراق النقدية
في عام 1890، قدّم البنك الإمبراطوري لبلاد فارس أوراق نقدية من فئات 1 و 2 و 3 و 5 و 10 و 20 و 25 و 50 و 100 و 500 و 1000 تومان.  صدرت هذه الأوراق النقدية حتى عام 1923. وفي عام 1924، تم تقديم سلسلة ثانية تتكون من فئات 1 و 2 و 5 و 10 و 20 و 50 و 100 تومان، والتي صدرت حتى طرح الريال في عام 1932. كانت الأوراق النقدية ذات التصنيف الأعلى عرضة للتزوير المتكرر. حاليًا، نظرًا لانخفاض قيمة التومان، أصبحت الأوراق النقدية القياسية هي 1000 و 2000 و 5000 و 10000 و 50000 و 100،000 ريال.